# دانيال إتش. رينولدز
دانيال إتش. رينولدز هو محامي وسياسي أمريكي، ولد في 14 ديسمبر 1832 في سنتربيرغ في الولايات المتحدة، وتوفي في 14 مارس 1902 في ليك فيليج في الولايات المتحدة. انتخب عضو مجلس ولاية أركنساس ‏.